# 黄金を生み出すミダスタッチ: 成功する起業家になるための5つの教え
『黄金を生み出すミダスタッチ: 成功する起業家になるための5つの教え』（おうごんをうみだすミダスタッチ せいこうするきぎょうかになるための5つのおしえ、Midas Touch: Why Some Entrepreneurs Get Rich — And Why Most Don't）は、ドナルド・トランプとロバート・キヨサキによる個人ファイナンスに関するノンフィクション書籍である。2011年にハードカバーで出版された。著者らはラーニング・アネックスでの相互の仕事や『トランプ自伝 不動産王にビジネスを学ぶ』を通じて親交を深め、またトランプはキヨサキが『金持ち父さん貧乏父さん』で成功したことに感銘を受けていた。その後2人は、2006年に『あなたに金持ちになってほしい』を共作し、続いて2011年に本書を発表した。
トランプとキヨサキはそれぞれのキャリアで体験した個人的な逸話を織り交ぜつつ、金融に関する教訓を述べている。彼らは以前『あなたに金持ちになってほしい』で指摘した点を更に詳述し、アメリカにおける金融リテラシー教育の乏しさを批判する。彼らは中間層の圧迫と、それがアメリカの中間層にもたらす害について警告している。彼らは起業家精神を賞賛し、起業家志望者には失敗を受け入れ、それから学ぶように助言している。トランプとキヨサキは本書の最後でアメリカへの移民の経済的利点を賞賛している。
本書は『パブリッシャーズ・ウィークリー』から高評価され、トランプとキヨサキは「起業家精神の金字塔」と評された。さらに同誌は本書を「活力を与える物語」であり、「ビジネスの自己実現のための熱烈な主張」であると評した。『カーカス・レビューズ』からは「著者たちは驚くほどよく互いを補い合っている」と、トランプとキヨサキのコンビネーションを評価したが、全体的な評価としては「役に立つが、政治的布教によって損なわれている」と結論づけた。『ザ・インターセプト』はマルチレベル・マーケティングをネズミ講の一形態であると論じ、著者たちがこの方法を推奨していることを嘆いた。『バズフィード』と『ビジネスインサイダー』は、本書の内容とトランプの2016年大統領選挙運動での主張を比較した。

## 内容
本書は、トランプとキヨサキが前作『あなたに金持ちになってほしい』で指摘したことを詳述したものであり、それを実行すればアメリカ経済は改善されると主張している。2人はアメリカの教育構造が提供する金融リテラシーの欠如を嘆き、学生には従業員ではなく起業家になる方法を教えるべきだと主張している。彼らは、現行のモデルではリスクを回避して学業成績を向上させるように学生に指導しているが、リスクを取る学生は失敗から学べるのだと論じている。
キヨサキはリスクを取るという考えを詳述し、経済的成功は学問の場で学べるものではないと助言している。彼は事業主として成功するには別のスキルが必要であることを強調し、起業家として成功するには何度も失敗しながら学ばなければならないと読者に説いている。トランプもこれに同意し、学業で成功する学生は失敗を恐れるため、企業で成功するとは限らないと指摘している。トランプはこの教育モデルをビジネス分野と比較し、実践的知能と学問的知能を区別する。
トランプとキヨサキは、連邦政府の官僚機構が有意義な雇用を創出する能力を持たない一方、事業主が他の人々に機会を創出する手助けをすることを強調している。2人が提唱する成功のための戦略は、彼らが「ミダスタッチ」と呼んでいる5つの章で詳述されている。優れた事業主なるために必要な要素は、「不屈の精神」、「目の前の仕事への集中力」、「ブランド価値」、「人脈作りのスキル」、「成功につながる小さなこと」であるとされている。2人は中間層の圧迫は富を得る機会を生み出すと読者に助言している。
著者らは本書全体を通して自らの逸話を交えつつ持論を説明している。キヨサキはベトナム戦争中の軍人としての貢献、ベルクロ製の財布の販売で失敗した事業、『オプラ・ウィンフリー・ショー』出演後の成功と人気上昇、自身の事業の1つが搾取工場を利用していたことを知った際の驚きについて語っている。トランプはマンハッタンで不動産投資に従事していたときに経験した冒険談やテレビ番組『アプレンティス』に出演したときのことを語っている。
トランプとキヨサキはアメリカ合衆国への移民によって発生した起業家という現象を肯定的にとらえ、数百年の間、移民たちが経済的機会を求めてエリス島を経由してきたことを指摘して本書を締めくくっている。本書の結論で、アメリカ到着前に経験する移民の苦難が強調され、アメリカ人として家族のためにより良い生活を築こうとする彼らの努力が認められている。トランプとキヨサキはアメリカへの移民は経済的成功を見出すことに特に意欲的であり、彼らは生活向上のためならばどんな仕事でも喜んで引き受けると断言している。

## 執筆と出版
この本で共作する以前にドナルド・トランプは不動産開発ビジネスで地位を確立して『トランプ自伝 不動産王にビジネスを学ぶ』を執筆し、一方でロバート・キヨサキは『ニューヨーク・タイムズ』のベストセラーリストに載った『金持ち父さん貧乏父さん』を発表していた。トランプとキヨサキはラーニング・アネックスという会社での出会いを通じて親交を深めた。トランプは、それぞれの著書が過去に成功を収めたことから、キヨサキとの共作する気を起こした。両者は2006年に個人事業として『あなたに金持ちになってほしい』を出版し、パートナーシップとしてリッチ・プレス（Rich Press）という新会社を設立した。トランプとキヨサキは次に『黄金を生み出すミダスタッチ』で共作し、衰退するアメリカの中間層について論じた。
2011年の『フォーブス』のインタビューに応じたトランプは、キヨサキは知的で、ビジネスや執筆活動で成功しているため、彼と協力したいと語った。キヨサキもまた2011年に『フォーブス』のインタビューに応じ、トランプのスキルは生まれつきものであるのに対し、自身は経験を通じて起業家精神を身につけなければならなかったと述べた。
本書は2011年にプラタ・パブリッシングよりハードカバーで出版された。同年には電子書籍版とオーディオブック版も発売された。オーディオブックはサイモン&シュスターより出版され、ナレーションをスキップ・サダスとジョン・ドセットが担当した。2012年には電子版とオーディオ版に加え、ペーパーバックとして再出版された。2012年には中国語版、スペイン語版、ルーマニア語版、日本語版が出版された。2013年にポーランド語版、2014年にヘブライ語版が出版された。2015年には再びプラタ・パブリッシングから電子版が出版されたほか、ベトナム版、クメール語版が出版された。2015年と2016年には別のスペイン語版が出版された。ヒンディー語版は2014年にペーパーバック、2016年に電子版がマンジュール・パブリッシングから出版された。

## 評価
2011年、『パブリッシャーズ・ウィークリー』はトランプとキヨサキを「起業家精神の金字塔」と評し、段階的な計画ではなく大きなアイデアに焦点を当てているにもかかわらず、「ビジネスの自己実現のための熱烈な主張」であると結論づけた。『カーカス・レビューズ』の書評では、2人の著者が互いを補完し合っているが、平均的な起業ハンドブックに過ぎず、「政治的布教」であると批判された。
2014年、『ハフポスト』のキムロン・コリオンは、本書はトランプの著書の中では2番目に好きな作品であると述べた。本書はオーストラリアの起業家たちがミダス・リアル・エステートという不動産会社を設立するきっかけを与えた。2013年にケイシー・ボンドは『GOBankingRates』にて、本書の真価は著者の経験から来るものであると論じた。
2016年、トリップ・ブレナンは『ザ・インターセプト』での書評で本書を批判し、マルチ商法（ブレナンは偽装したねずみ講と表現している）が支持され、そしてトランプとキヨサキがミューチュアル・ファンドへの投資を軽視していることを指摘した。『バズフィード』はトランプの2016年大統領選挙運動中に本書を批評し、アメリカ経済の変化に関する本書の見解と選挙戦でのトランプの発言を比較し、アメリカの産業雇用に関する彼の見解が変化していることを批判した。また『ビジネスインサイダー』はトランプの2016年の選挙運動メッセージと本書を比較し、本書は移民を肯定しているが、トランプの選挙運動はメキシコからの不法移民を批判していることを指摘した。
トランプの著書は2016年アメリカ合衆国大統領選挙期間中と彼の当選後に売り上げが上昇しており、本書は3番目に人気があった。